# Cofradía del Socorro (Cartagena)
La Cofradía del Socorro es el nombre acortado de la Ilustre Cofradía del Santísimo y Real Cristo del Socorro, fundada originalmente con el nombre de Muy Devota, Venerable e Ilustrísima Cofradía de la Hermandad de Caballeros del Santísimo y Real Cristo del Socorro de la ciudad española de Cartagena, fundada en 1691. Es una de las cuatro cofradías que procesionan cada Semana Santa en Cartagena.

## Historia
El 13 de marzo de 1689 tuvo lugar la curación milagrosa de uno de los hijos de Pedro Manuel Colón de Portugal, duque de Veragua, ante la imagen de un Crucificado, el Cristo del Socorro, que se veneraba en la Catedral de Cartagena y que había salido en rogativa. El Duque, agradecido, organiza la Ilustre Cofradía de la Hermandad de Caballeros del Santísimo Cristo del Socorro en el año 1691, siendo ésta una cofradía de carácter devocional.
En 1821, España vive unos momentos de especial convulsión religiosa, con la llamada Desamortización, que en Cartagena provoca la desaparición de varios conventos. A ello se suma la ruina de la Catedral de la ciudad, todo lo cual deriva en la desaparición de la Cofradía.
Vuelve a ser instaurada en 1879, pero tras un breve período, volvería a desaparecer en 1936, con la llegada de la guerra civil española.
En 1961 se refunda una vez más, aunque en este caso lo hace como cofradía penitencial, organizando desde entonces un viacrucis en la madrugada del Viernes de Dolores, que es considerado la primera procesión de España cada Semana Santa.

## Patrimonio
Es una cofradía de carácter austero, que no atesora un gran patrimonio para sus imágenes titulares.
La imagen del Santísimo Cristo del Socorro es obra de Manuel Ardil Pagán en 1965, aunque tradicionalmente se había atribuido al padre de este escultor, Manuel Ardil Robles.
La imagen fundacional del Cristo del Socorro, el llamado -por su policromía- Cristo Moreno era una talla anónima, probablemente del círculo de Jerónimo Quijano, de mediados del siglo XVI que resultó destruida en 1936.
Con posterioridad, en 1980 la cofradía incorporó a su viacrucis una imagen de la Virgen. Se trata de la Santísima Virgen de la Soledad del Consuelo, también llamada en origen de los poetas y los toreros. La primera imagen fue una talla de Antonio García Mengual, que sería sustituida en 2003 por la actual, obra de José Hernández Navarro.

## Viacrucis procesional
Este cortejo pasionario, es el primero en salir en toda la Semana Santa de España, y, por tanto, de toda la Semana Santa en Cartagena.
Tradicionalmente el viacrucis partía cada año a las cuatro de la mañana de la antigua capilla del Cristo del Socorro, en las ruinas de la Catedral antigua de Cartagena, que permanece sin reconstruir desde su destrucción en la Guerra Civil.

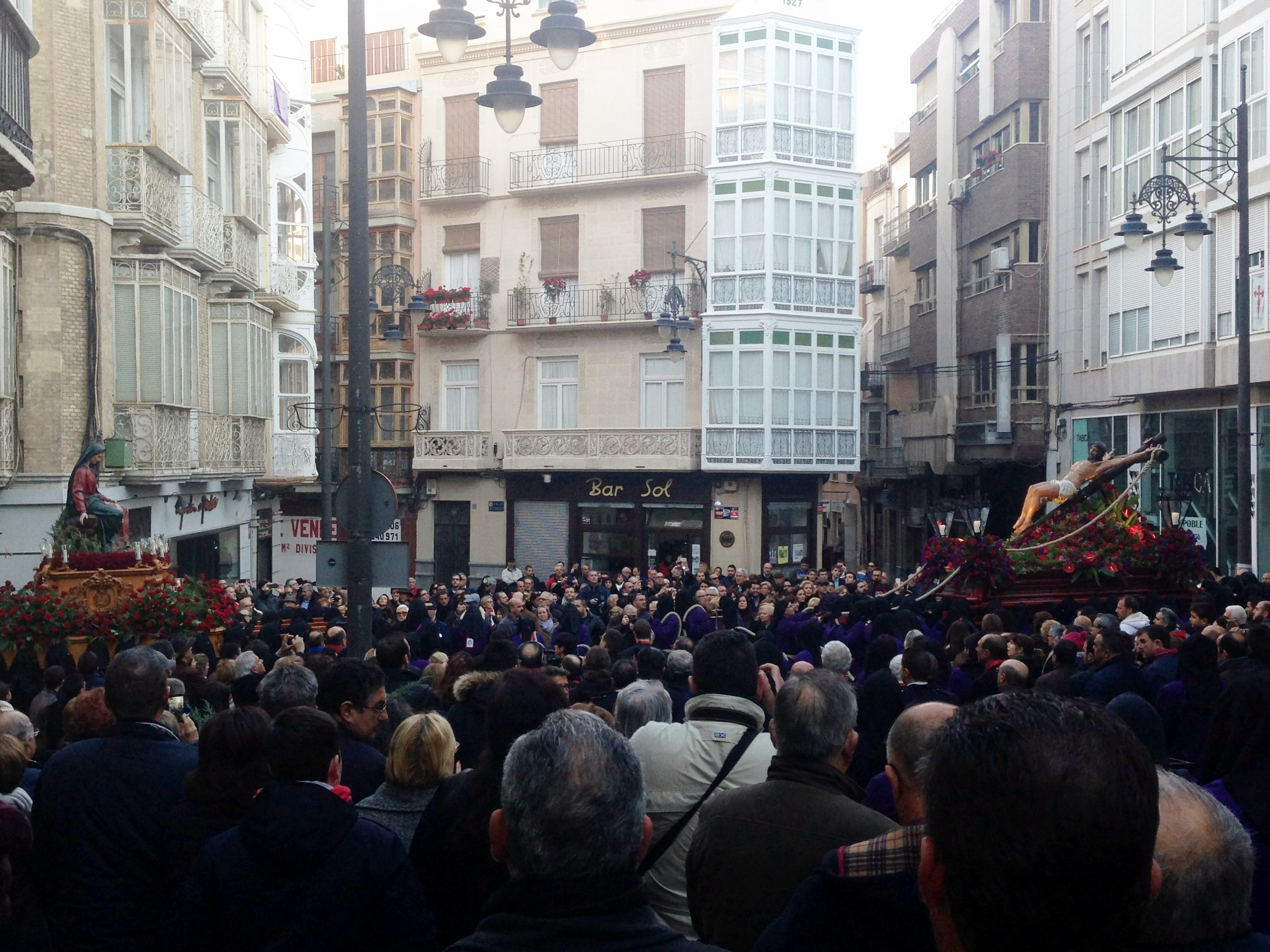
Encuentro entre la Virgen de la Soledad y el Cristo del Socorro, en la mañana de Viernes de Dolores en Cartagena

La aparición de un teatro romano junto a las ruinas de la Catedral impide en la actualidad procesionar desde la misma, con lo que el viacrucis parte cada año, a las cuatro de la mañana de las inmediaciones de ésta. Un tambor sordo, el silencio, la austeridad y el recogimiento son señas de identidad de su discurrir por algunas de las más antiguas calles de la ciudad.

Parte de la calle de la Concepción, y sigue por plaza de San Ginés, calles de San Francisco, Campos, San Miguel y Aire, donde se detiene en la iglesia de Santa María de Gracia, en estación ante la Virgen del Rosell, antigua patrona de Cartagena. Sigue su camino por Aire, plaza de San Sebastián, Jara, Campos, plaza de San Francisco, Arco de la Caridad, San Vicente, plaza del Sevillano, Serreta y Caridad, deteniéndose en la iglesia de la Patrona, la Virgen de la Caridad,   entrando los tronos al interior para la celebración de la primera misa del Viernes de Dolores, a las seis de la mañana. Finalizada la misa, continúan por Caridad, plaza de Risueño y Duque para finalizar en la plaza de San Ginés.

## Símbolos

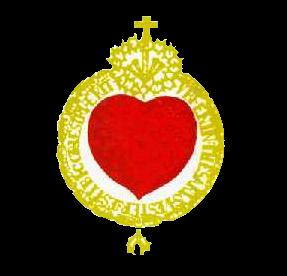
Escudo del Socorro.

Su escudo es un corazón en el que se incluyen otros de pequeñas dimensiones. Sobre éste, una cruz, una corona de espinas y unos clavos, todo ello rematado por una corona real e inscrito dentro del toisón de oro. 
Sus colores distintivos son el morado y el negro.
El hábito de la Cofradía consiste en túnica morada de estameña, verdugo negro y cíngulo de cáñamo. Sobre la túnica sus hermanos llevan un escapulario con el escudo de la cofradía.
- Datos: Q4427511
- Multimedia: Cofradía del Socorro, Cartagena / Q4427511